# Кошмар на улице Вязов 6: Фредди мёртв
«Кошмар на улице Вязов 6: Фредди мёртв» (англ. Freddy's Dead: The Final Nightmare; название в оригинале — «Фредди мёртв: Последний кошмар») — американский слэшер 1991 года режиссёра Рэйчел Талалэй, шестой фильм из серии «Кошмар на улице Вязов» о маньяке Фредди Крюгере. Фредди Крюгера вновь сыграл Роберт Инглунд, а в других ролях снялись Лиза Зейн, Лезли Дин, Яфет Котто, Шон Гринблат, Рикки Дин Логан и др. В эпизодах появились Элис Купер, Розанна Барр, Том Арнольд и Джонни Депп. Группа Goo Goo Dolls и Игги Поп записали песни для саундтрека картины.
Это первый фильм студии «New Line Cinema», снятый в формате 3D. Выход картины в прокат США состоялся 13 сентября 1991 года: сборы составили $34,9 миллиона при оценочном бюджете $9–11 миллионов и оказались ниже своего предшественника. Картины получила, преимущественно, негативные отзывы критиков и зрителей.
На стадии производство планировалось, что картина станет последней в кинофраншизе о маньяке, но спустя 3 года в прокат вышел фильм «Кошмар на улице Вязов 7: Новый кошмар» — его действие разворачивается в альтернативной реальности. В 2003 году вышел долгожданный каноничный фильм-кроссовер — «Фредди против Джейсона», где Фредди Крюгер вступает в схватку с Джейсоном Вурхизом — главным антагонистом серии фильмов «Пятница, 13-е».

## Сюжет
Прошло десять лет со дня последней смерти вечно живого детоубийцы Фредди Крюгера. Элис Джонсон и её сын Джейкоб уехали из Спринвуда за это время. Однако снова вернувшийся Крюгер убил всех детей и подростков городка, местное население подавлено, все взрослые испытывают массовую истерию. Последний из несовершеннолетних — мальчик по имени Джон, проживающий на улице Вязов, пытается выбраться из города, так как за пределами его у Фредди нет силы. Ему это удаётся однажды осенней ночью, но ценой потери памяти: он ударяется головой об камень, теперь у него амнезия. Попав в ближайший городок, Джон оказывается в местном исправительном учреждении для трудновоспитуемых — в подростковом реабилитационном центре. Там к нему приставляют психолога — доктора Мегги Берроуз. Женщина страдает повторяющимися сновидениями: она много лет видит один и тот же сон о незнакомой женщине во дворе опрятного красивого домика и водонапорную башню вдали.
Мегги все рабочее время уделяет трудным подросткам и лечит ребят — глухого Карлоса, наркомана Спенсера и психически неуравновешенную Трейси, которую также лечит Док — друг и коллега Мегги, тоже являющийся психологом. Именно Док рассказывает Мегги во время беседы у себя в кабинете о своей терапии, основанной на сновидениях и душевном состоянии человека, а также легенду о древних Демонах Сновидений.
Мегги находит у Джона газетную вырезку, датированную сентябрём 1967 года, в которой сообщается о пропаже неизвестной миссис Крюгер с улицы Вязов в городке Спрингвуд, о котором Мегги ранее не слышала, однако на фотографии в газете водонапорная башня из её снов. Мегги решает, что потеря памяти Джона и её сны как-то связаны, поэтому намеревается поехать в Спрингвуд, чтобы там получить ответы, и надеясь, что юноша вспомнит о себе.
Во время поездки в фургоне Мегги заметила, что в багажнике спрятались Спенсер, Трейси и Карлос, которые решили сбежать из центра. Приехав и оказавшись на городской ярмарке Джон и Мегги замечают странное поведение взрослых и отсутствие детей. Затем Мегги отправляет Трейси, Спенсера и Карлоса в фургоне в их город. Трейси, Карлос и Спенсер долгое время разъезжают по улицам города, до позднего вечера, но так и не нашли выезда из него. Подростки решают переночевать в заброшенном проклятом доме № 1428 на улице Вязов.
В это время Джон с Мегги в средней школе Спрингвуда (той самой, где учились герои предыдущих серий) узнают о причине отсутствия юного населения в городке. Много лет назад город терроризировал маньяк по имени Фред Крюгер, которого сожгли родители его жертв, после чего он обрёл власть во снах. Учитель истории, сошедший с ума, рассказывает Мегги и Джону практически всю историю жизни Крюгера, начиная с его рождения. Впоследствии, учитель даже приводит новый шокирующий факт: у Крюгера был ребёнок.
Тем временем появилась первая жертва Фредди — Карлос. Отрезав ему ухо и отобрав его слуховой аппарат, маньяк на некоторое время исчезает. Раненный подросток попадает в котельную. Крюгер возвращает ему слуховой аппарат. Карлос быстро надевает его, но прибор прирастает к уху, после чего Карлос слышит все звуки очень громко. Фредди сначала пытает его, сбрасывая горсть гвоздей на пол, в ходе чего у парня начинается сильное кровотечение из носа, а затем начинает скрипеть лезвиями с перчатки по доске, в результате чего голова Карлоса буквально взрывается, и Крюгер поглощает его душу, как души всех детей Спрингвуда.
Следующей жертвой маньяка становится Спенсер. Молодой человек накуривается и засыпает на диване в гостиной.
Мегги и Джон отправляются в детский приют, чтобы получить информацию об ребёнке Крюгеров. Джон находит в приюте рисунок с подписью «К. Крюгер» и считает, что является им, так как Фредди оставил его. Мегги не верит ничему, что услышала о духе Крюгера и полагает, что все это бред помешанных жителей маленького городка. Трейси находит их обоих и просит помочь найти Карлоса.
Во сне Спенсер оказывается в видеоигре, где Крюгер управляет им с помощью консолей.
Джон, Мегги и Трейси спешат в старый дом, где пытаются найти Спенсера и Карлоса. Разыскивая их, Мегги спускается в подвал, где находит проход в потайную комнату, в которой оказывается была мастерская Крюгера, из чего женщина приходит к выводу, что этот дом — дом, в котором жила семья Крюгеров. Кроме того, внутренний двор дома напоминает ей тот самый двор, который ей снится.
Наверху в столовой Спенсер, находящийся без сознания, проламывает стены и начинает метаться из стороны в сторону по всему дому и всё крушить. Джон понимает, что это дело рук Крюгера. Пока Мегги пытается догнать Спенсера, Джон и Трейси засыпают и оказываются в кошмарной котельной возле будки, в которой Фредди контролирует Спенсера через пульт управления в видеоигре. Трейси успевает отобрать у Крюгера геймпад, но Фредди переключается на пульт у него на руке и закрывает дверь в кабину. В этот момент Спенсер оказывается на верху лестницы, ведущей на второй этаж. Крюгер нажимает на переключатель, и Спенсер падает с лестницы и проваливается в бездонную пропасть, открывшуюся в полу. Крюгер поглощает душу Спенсера.
Трейси покидает сон, Джон остаётся, считая что только он сможет остановить Фредди, так как является его сыном и ему ничего не грозит. Трейси и Мегги относят спящего Джона в фургон и движутся к выезду из города.
В этот момент во сне Джон чудом спасается от многих ловушек убийцы, но потом оказывается на большой высоте в небе и выпускает парашют. Неожиданно рядом оказывается Крюгер. Он объясняет ему, что Джон не является его сыном, и что он нужен был ему чтобы привести его дочь и с её помощью выбраться из города и убивать за его пределами, после чего перерезает крепления на парашюте и Джон падает вниз на стальные копья, подставленные убийцей. Джон умирает, истекая кровью прямо на руках у Мегги, на самой границе Спрингвуда. Тело исчезает, его душу поглощает Крюгер. Убийца, получив душу последнего подростка из Спрингвуда, покидает проклятый городок.
Мегги вместе с Трейси возвращается домой. Она очень тяжело переживает смерть своих подопечных, но своим коллегам говорит, что подростки сбежали, хотя те даже не помнят ни Джона, ни Карлоса, ни Спенсера. Позже Мегги вспоминает очень важную вещь, которую ей сообщил Джон перед смертью — у Крюгера была дочь, а не сын. Мегги решает разобраться и приезжает в дом к своим родителям. Она узнаёт, что её удочерили. Во сне она видит, что Фред Крюгер и его жена Лоретта — её настоящие отец и мать. Имя «К. Крюгер» на рисунке в Спрингвудском приюте означает её настоящее имя — Катерина Крюгер. Крюгер объясняет, что окончательно отомстил всему городу: он забрал всех детей, но, чтобы вырваться за пределы родного города ему необходимо родственное тело, а именно она, его дочь.
Крюгер нападает поочерёдно на Трейси и Дока, но им удаётся спастись. Они понимают, что Фредди могущественный только во сне и в реальной жизни его можно победить, вытянув из сна.
Мегги отправляется в царство кошмаров, где она представляет себе, что гуляет по закоулкам памяти своего отца, пытаясь найти причину его убийств: она видит как над ним издевались в школе одноклассники, бил пьяный отчим, после чего у юноши развились садистские наклонности. Она видит подробности его смерти в котельной. Тогда к нему явились червеобразные Демоны Снов, которые блуждают во снах человека, превращая их в кошмары. Именно они дали Крюгеру новую жизнь во снах жителей Спрингвуда, и именно они помогали ему воскреснуть после каждой его смерти. Мегги видит, как Крюгер убивает её мать Лоретту, удушив, она в ярости от этого.
Узнав тайну своего отца, Мегги вытаскивает его в реальный мир, но он сбегает и прячется в подвале. Мегги, Док и Трейси направляются в подвал, чтобы взять там оружие для борьбы с ним.
Завязывается драка между убийцей и его дочерью, в ходе которой Мегги использует все подручные средства, после чего ударяет его собственной перчаткой с ножами, а затем — втыкает взрывчатку, сделанную несколько дней назад Спенсером, и при взрыве Фредди Крюгер погибает. Это была его последняя смерть, и Демоны Снов теперь покидают его навсегда, а душа Крюгера отправляется в Ад.
В финале фильма Мегги со смехом сообщает Трейси и Доку, что Фредди мёртв.

## В ролях
- Роберт Инглунд — Фредди Крюгер
- Лиза Зейн — Мэгги Бероуз / Кэтрин Крюгер
- Лезли Дин — Трейси
- Яфет Котто — Док
- Шон Гринблат — Джон До
- Рикки Дин Логан — Чарльз
- Брекин Мейер — Спенсер
- Кассандра Рейчел Фрель — Мэгги, в детстве
- Марлин Рокфеллоу — мать Мэгги
- Стелла Холл — стюардесса
- Анджелина Эстрада — мать Карлоса
- Питер Спеллос — отец Трейси
- Тоуб Секстон — Фредди-подросток
- Майкл МакРабб — отец Спэнсера
- Мэттью Фейзон — учитель
- Линдси Филс — Лоретта Крюгер, жена Фредди
- Чейзон Ширмер — Фредди, в детстве
- Роберт Шей — продавец билетов
- Элис Купер — мистер Андервуд (в титрах не указан)
- Розанна Барр — бездетная женщина
- Том Арнольд — бездетный мужчина
- Джонни Депп — подросток на телевидении (камео)

## Производство

### Сценарий
Изначально написать сценарий фильма должен был Питер Джексон. Он написал сценарную заявку, однако она не понравилась продюсерам картины. В оригинальной версии сценария главным героем был шестнадцатилетний сын Элис Джонсон, героини предыдущего фильма. Фредди убивал Элис. Терин, Джоуи и Кинкейд из «Кошмара на улице Вязов 3: Воины сна», погибшие от рук Фредди, должны были вернуться в качестве «Полиции снов» (Dream Police). В сценарии Терин была охарактеризована как «Blade Cop», Джоуи — «Sound Cop», Кинкейд — «Power Cop». Оригинальный сценарий был отвергнут Рейчел Талалэй.
По словам Инглунда, смерть Карлоса — самая любимая во всей франшизе, потому что она очень похожа на работы Дэвида Кроненберга.

### Кастинг
Рокер Элис Купер исполнил роль отчима Крюгера в его воспоминаниях. Продюсер сериала и бывший глава студии Боб Шэй появляется в эпизоде в роли продавца автобусных билетов. В роли-камео в качестве подростка из рекламы по телевидению сыграл Джонни Депп, которого можно видеть в первой части киносериала.

### Локации
Роль Спринвуда в шестом фильме исполнила студия Universal в Голливуде. Герои несколько раз проезжают мимо самых узнаваемых домов кинематографа, в том числе по вымышленной улице Вистерия Лейн из сериала «Отчаянные домохозяйки», а заброшенный особняк, в котором останавливаются на ночь герои — дом Бри Ван де Камп.
«Lacy Street Studios» в Лос-Анджелесе использовали как приют для трудных подростков. Одна из башен Университета Южной Калифорнии появляется в фильме — оттуда герои слышат колокольный звон, когда приезжают в Спринвуд.

## Постпроизводство

### Спецэффекты и формат 3-D
Последние 10 минут фильма — с момента, когда Кэтрин надевает 3D-очки и до самого конца картины — были сняты в 3-D. В кинотеатрах зрителям выдавали специальные очки, которые нужно было надеть для просмотра данной сцены. Когда фильм вышел на видеокассетах, 3-D сцена была представлена в обычном формате — не считая изданий в Великобритании и Франции, а также американского издания фильма на «Laserdisc» — в каждый комплект входили две пары специальных очков. Также 3D формат присутствовал в издании на DVD — в бокс-сет 1999-го года также входили две пары очки.
Режиссёр Джон Карл Бюхлер вернулся к работе над франшизой — он возглавил команду по созданию спецэффектов картины, также курируя это направление на съёмках фильма «Кошмар на улице Вязов 4: Повелитель сна»; кроме того, Бюхлер снял в качестве режиссёра финальную часть картины с использование 3D.
Талалэй рассказала, что когда специальная 3D-лаборатория работала над фильмом, ей случайно прислали фрагмент тогда ещё не вышедшей в прокат картины «Терминатор 2: Судный день».

### Монтаж и удалённые сцены
В отличие от предыдущих частей MPAA не подвергла цензуре самые жестокие сцены фильма. По словам	Рэйчел Талалэй, изначальная версия фильма была очень длинной — многие сцены сократили или вовсе вырезали. В общей сложности из картины удалили около 47 минут. Рабочая версия фильма (англ. workprint) доступна в Интернете и содержит большинство удалённых сцен. Существует несколько версий картины: каждая отличается от остальных — прокатная, рабочая (так называемый «workprint», в которой около 20 минут дополнительных сцен и диалогов), телевизионная, а также ранние немецкие издания на VHS и лазерных дисках.
В интервью для портала «A Nightmare On Elm Street Companion» режиссёр Рейчел Талалэй сказала следующее: «Я не понимаю, почему существует столько разных версий. Без понятия, кто принимал эти решения, и почему сцены вырезали. Полагаю — чтобы добиться определённой продолжительности фильма». В каждой из этих версий присутствуют те или иные сцены, нигде не издававшихся полностью.
- Док тренирует Трейси и проводит терапию.
- Джон взрывает взглядом лампочку. Шум из соседней комнаты слышат Док и Трейси.
- Мэгги снится кошмар, в котором она видит себя маленькой девочкой, и своего отца — Крюгера. Затем, её будит приёмная мать, чтобы поздравить с Днём рождения. Они разговаривают на кухне.
- Док рассказывает Мэгги о своей методике психотерапии — она основана на снах пациентах. Также Мэгги узнаёт от Дока о демонах сна.
- Сцена на ярмарке была немного длиннее: больше испуганных взрослых разбегается, увидев Джона и ребят.

Мэгги находит логово Крюгера и его зловещие инструменты для пыток в подвале заброшенного дома.
- Душу Карлоса поглощает Крюгер.
- После смерти Спенсера, из телевизора течёт кровь, а Крюгер говорит: «Игра окончена».
- Более длинная сцена, в которой Мэгги надевает 3-D очки, смотрит прямо в камеру и говорит: «Сейчас!», подсказывая зрителям, когда надевать очки.
- Расширенная сцена: юный Фредди убивает своего отчима — мистера Андервуда.
- Мэгги в голове у Крюгера кричит «А как же мой сон?!»: она пытается найти дверь, ведущую к воспоминанию, похожему на её детский кошмар.
- Расширенная сцена финала, в которой Мэгги надевает перчатку: изменён монтаж во время взрыва, диалоги и присутствуют несколько кадров с кровью Крюгера.
- Альтернативная сцена: Сон Джона, в котором юноша заходит в белую комнату с мягкими стенами, а в углах сидят его связанные копии, кричащие «Освободи меня, я — твоя память!». Оглядываясь Джон видит Крюгера с будильником, произносящего: «Пора просыпаться, солнышко!!!»

## Саундтрек

### Альбом с песнями
Группа Goo Goo Dolls написала песню «I’m Awake Now» и сняла музыкальный клип для фильма «Фредди мёртв: Последний кошмар». Композиция выходила как промосингл, в 2008 году была издана в альбоме лучших песен «Goo Goo Dolls. Vol. 2». В официальный саундтрек картины вошли ещё две песни группы — «You Know What I Mean» и «Two Days In February».
Песня «Why Was I Born? (Freddy’s Dead)» Игги Попа также была написана специально для фильма — музыканта пригласила в проект режиссёр Рэйчел Талалэй, работавшая с ним над картиной «Плакса» с Джонни Деппом в главной роли.
Лейбл «Warner Bros. Records» официально выпустила альбом с песнями 24 сентября 1991 года:
1. Goo Goo Dolls — I’m Awake Now
2. Junk Monkeys — Everything Remains The Same
3. Goo Goo Dolls — You Know What I Mean
4. Johnny Law — Remember The Night
5. Chubb Rock — Treat 'Em Right
6. Iggy Pop — Why Was I Born? (Freddy’s Dead)
7. Johnny Law — Hold Me Down
8. Goo Goo Dolls — Two Days In February
9. Young Lords — Give Me A Beat
10. Fates Warning — Nothing Left To Say
11. Iron Butterfly — In-A-Gadda-Da-Vida

Кроме того, в фильме звучит песня «In-A-Gadda-Da-Vida» в исполнении группы Iron Butterfly (сцена, в которой затягивает Спенсера в телевизор во время галлюцинаций). Чтобы не уснуть, Джон напевает шутливую песню «99 Bottles Of Beer».

### Альтернативные песни
Актриса Лиза Зейн, сыгравшая в фильме «Фредди мёртв: Последний кошмар» роль Кэтрин Крюгер, написала песню в стиле саундтреков «Бондианы» «The Worst Is Over» для финальных титров картины, но продюсеры решили не использовать композицию. В рабочей версии фильма также использована классическая композиция «Freddie’s Dead», кавер которой в 1988 году записала группа «Fishbone». Но в театральную версии попала «Why Was I Born? (Freddy’s Dead)» Игги Попа.

### Музыка Брайана Мэя
Инструментальную музыку к фильму написал Брайан Мэй — альбом лейбла «Varèse Sarabande» поступил в продажу 3 сентября 1991 года. Мэй использовал фрагмент произведения «Ночь на Лысой горе» классического русского композитора Модеста Петровича Мусоргского в сцене, когда Джон видит Фредди в образе ведьмы, летящей на метле, в открывающей сцене фильма. 12 октября 1993 года лейбл «Varese Records» выпустил сборник «Freddy’s Favorites: Best Of «A Nightmare On Elm Street» с лучшей музыкой из первых шести фильмов. 16 октября 2015 года лейбл «Varese Sarabande» выпустил ограниченный тираж 8-дискового бокс-сета с коллекцией саундтреков, включающей ранее неизданные материалы общей длительностью 3 часа. Коробка упакована в матерчатый чехол в виде полосатого свитера Фредди Крюгера. Коллекцию саундтреков первых семи фильмов на виниле — «Box Of Souls: A Nightmare On Elm Street Collection» — выпустила компания «Death Waltz Recording Co.» 22 декабря 2017 года. В набор включен 12-страничный буклет интервью с создателями и композиторами франшизы; обложки дисков нарисовал Майк Сапуто (англ. Mike Saputo).
1. Opening Titles (1:32)
2. Main Title (2:19)
3. Doc’s Dream Theory (1:53)
4. John’s Eyeball (1:17)
5. Maggie’s First Dream (0:52)
6. The Wizard Of Odd (0:40)
7. The Dream Continues (0:43)
8. John’s Dream (1:29)
9. Crossing The Lines (0:36)
10. No Kids At The Fair (2:04)
11. Map Hell (1:04)
12. Freddy 101 (2:00)
13. There’s No Way Out (1:42)
14. Checking Out The House (1:12)
15. Mama’s Q-tip (0:38)
16. Freddy Wins (0:53)
17. I Hate This House (2:37)
18. Back With Doc (1:39)
19. Defend Myself (1:44)
20. Maggie Faces Freddy (3:34)
21. Tracy’s Dad (1:31)
22. Tracy And Freddy’s Fight (1:17)
23. It’s Me Or Him (2:43)
24. Freddy’s Dad (1:04)
25. Freddy Is Made Forever (0:32)
26. Freddy Into Reality (2:08)
27. It’s Me Or Him II (1:41)
28. Happy Father’s Day (4:18)

## Релиз

### Продвижение
Для продвижения фильма и новой серии комиксов, студия «New Line Cinema» устроила церемонию похорон Фредди на кладбище «Hollywood Forever» — мероприятия посетил актёрский состав фильма, а также актёры Лиза Уилкокс и Уит Хертфорд (сыгравшие Элис и Джейкоба Джонсона в пятом фильме), автор комиксов Энди Мэнгельс и режиссёр Рэйчел Талалэй. Кроме того, студия договорилась с тогдашним мэром Лос-Анджелеса Томом Брэдли назвать 13 сентября «Днём Фредди Крюгера» (англ. Freddy Krueger Day), однако общественность возмутило решение прославлять массового убийцу; Роберт Инглунд так прокомментировал ситуацию: «Надо уметь различать криминальную реальность и бегство от обыденности с помощью кинематографа».
Слоганы картины:
- «Evil Has Finally Met Its Match.» — «Зло наконец встретило достойного соперника…»
- «They Saved The Best… For Last.» — «Они приберегли лучшее… напоследок.»
- «Born November 2nd 1984… Dies September 1991.» — «Родился 2 ноября 1984. Умер в сентябре 1991.»
- «You Think You Know About Dreams… You Know Nothing!» — «Если вы думаете, что знаете о снах всё, вы ошибаетесь»
- «Take Him Home in a Box!» (DVD) — «Принесите его домой в коробке!»

### Кассовые сборы
В США в первые выходные фильм собрал $12 966 525 — на тот момент, это был лучший показатель за уикенд в серии фильмов (до выхода «Фредди против Джейсона»), а также лучший результат американского проката в сентябре — картина возглавила прокат. За вторые выходные фильм собрал ещё 6.6 миллионов долларов, всё ещё занимая первую строчку; а вот к третьей недели фильм опустился на 7-ю позицию; всего по итогам проката фильм собрал в США и Канаде $34 872 033, став пятым самым кассовым фильмом франшизы.

### Критика и отзывы
На сайте «КиноПоиск» на ноябрь 2021 года рейтинг картины — 6,030 (на основе 17 370 оценок зрителей), а на сайте «Internet Movie Database» — 4,7 (на основе 45 847 зрительских оценок). Картина собрала 24 % «гнилых» помидоров на сайте «Rotten Tomatoes» на основе 34 профессиональных обзоров с общим заключением: «Превратив некогда великого и ужасного Повелителя снов в глупую карикатуру, этот провальный финал истории заставит зрителей надеяться, что Фредди останется мёртвым навсегда». На агрегаторе «Metacritic» зрительский рейтинга фильма — 4,6, также оценка 39 из 100 на основе 14 отзывов критиков.
В обзоре для «The Austin Chronicle» Майкл Савлов написал: «Фредди Крюгер превратился из пугающего, извращённого призрака из оригинального фильма, в глупого и раздражающе предсказуемого Бугимена, любимца детишек».

### Награды
В 1992 году картина стала лауреатом антипремии «Золотая малина» в номинации «Худшая песня» за композицию «Why Was I Born (Freddy’s Dead)».

### Выход на видео
Премьера фильма на DVD состоялась летом 2008 года, когда компании «Central Partnership» и «Синема Трейд» начали выпуск всего сериала на лицензионных дисках для 5-го региона. Позже было выпущено региональное издание с чёрной обложкой, а также двухдисковое издание всего сериала. Существует 7-дисковое издание сериала под одной обложкой. В коробке также имелся буклет на русском языке с информацией о создании фильмов.

## Отсылки и адаптации

### Связь с франшизой
Издательство «Innovation Publishing» опубликовало комикс-адаптацию фильма в трёх частях; альтернативный вариант финального выпуска содержал пару 3D-очков — позже издания перевыпустили одной книгой в мягкой обложке. Компания также начала выпуск мини-серии под названием «Кошмар на улице Вязов: Начало» (англ. A Nightmare on Elm Street: The Beginning): прямое продолжение фильма, в котором Мэгги продолжает видеть кошмары о своём отце, и поэтому она возвращается в Спринвуд вместе с Трейси в поисках правды о своей семье; вышло всего два выпуска до того, как студия объявила о своём банкротстве, третий выпуск так и не был издан, хотя сценарист Энди Мэнгельс опубликовал сценарий на своём сайте.
Релиз шестого и — как на тот момент планировалось — последнего фильма серии сопровождался масштабной промо-кампанией, включавшей выпуск документального «The Making Of «Freddy’s Dead: The Final Nightmare» (1991); канал MTV выпустил программу «Slash & Burn: The Freddy Krueger Story», а в 1992 году актёр Роберт Инглунд озвучил документальный фильм 1992 года «Freddy Speaks», сыграв самого себя и Фредди Крюгера; в съёмках также приняла участие Хезер Лэнгенкэмп. Одна из глав документального проекта «Never Sleep Again: The Elm Street Legacy» 2010 года посвящена истории создания фильма.

### Комиксы
Студия «Innovation Publishing» выпустила мини-серию из 3-х выпусков — сценарную адаптацию фильма. Финальный выпуск издавался в двух версиях — обычной и 3D-формате. Позже серия была переиздана под одной мягкой обложкой. В след за выходом адаптации последовала мини-серия «Кошмар на улице Вязов: Начало» (англ. A Nightmare On Elm Street: The Beginning) — прямое продолжение фильма. По сюжету Мэгги Бероуз снятся кошмары о её отце, и женщина возвращается вместе с Трейси в Спринвуд, чтобы узнать больше о прошлом Фредди Крюгера. Было издано лишь два из трёх запланированных выпусков, после чего издательство закрылось в результате банкротства. Сценарист Энди Мэнгельс опубликовал сценарий третьего выпуска на своём сайте.